# 瑪麗亞·坎特威爾
瑪麗亞·伊蓮·坎特威爾（英語：Maria Elaine Cantwell；1958年10月3日—），是一位美國民主黨政治人物，自2001年成為華盛頓州聯邦參議院議員。此前他曾在1987年至1993年期間出任華盛頓州眾議院議員和於1993年至1995年期間代表華盛頓州第一國會選區，担任聯邦众議員，也曾在RealNetworks公司擔任高層。

## 延伸閱讀
- Background and collected news at The Washington Post
- 美國國會國家人物傳記大辭典中的傳記
- 由華盛頓郵報維護的投票記錄
- 智慧投票计划中的傳記、投票紀錄及利益集團評級
- Congressional profile at GovTrack
- Congressional profile at OpenCongress
- Issue positions and quotes at On the Issues
- Financial information at OpenSecrets.org
- 聯邦選舉委員會中的競選財務報告和數據
- Appearances on C-SPAN programs
- 網路電影資料庫上的亮相頁面
- Collected news and commentary at The New York Times
- Works by or about 瑪麗亞·坎特威爾 in libraries (WorldCat catalog)
- Profile at Ballotpedia

## 外部連結
- 瑪麗亞·坎特威爾 （页面存档备份，存于）參議院官方網站
- 瑪麗亞·坎特威爾參議員競選網站 （页面存档备份，存于）
- 中的“瑪麗亞·坎特威爾”

| 美国众议院               | 美国众议院                                                                | 美国众议院           |
| ------------------------ | ------------------------------------------------------------------------- | -------------------- |
| 前任者： 約翰·米勒       | 華盛頓州第一國會選區 眾議院議員 1993年－1995年                            | 繼任者： 瑞克·懷特   |
| 政党职务                 |                                                                           |                      |
| 前任者： 羅恩·西姆斯     | 美國參議員華盛頓州民主黨被提名人 （第1類） 2000年、2006年、2012年、2018年 | 最新的               |
| 美国参议院               |                                                                           |                      |
| 前任者： 斯雷德·戈登     | 华盛顿州联邦参议员(第1组) 2001—至今 與派蒂·莫瑞同時在任                   | 現任                 |
| 前任者： 丹尼尔·阿卡卡   | 参议院印第安人事务委员会主席 2013–2014                                    | 繼任者： 喬恩·泰斯塔 |
| 前任者： 瑪麗·蘭德魯     | 参议院小型商业与企业委员会主席 2014–2015                                  | 繼任者： 大衛·維特   |
| 前任者： 麗莎·穆爾科斯基 | 参议院能源和自然资源委员会高阶委员 2015–2019                              | 繼任者： 乔·曼钦     |
| 前任者： 比爾·納爾遜     | 参议院商业、科学和交通委员会高阶委员 2019–2021                            | 繼任者： 羅傑·威克   |
| 前任者： 羅傑·威克       | 参议院商业、科学和交通委员会主席 2021—至今                                | 現任                 |
| 美國排位名單             |                                                                           |                      |
| 前任者： 黛比·史戴比拿   | 美國參議員資歷 第12位                                                     | 繼任者： 約翰·康寧   |